# Chennevières-sur-Marne
Chennevières-sur-Marne település Franciaországban, Val-de-Marne megyében. Lakosainak száma 18 295 fő (2022. január 1.). Chennevières-sur-Marne Champigny-sur-Marne, Saint-Maur-des-Fossés, Ormesson-sur-Marne, Le Plessis-Trévise, La Queue-en-Brie és Sucy-en-Brie községekkel határos.

## Népesség
A település népessége az elmúlt években az alábbi módon változott:
| Lakosok száma | 18 134 | 18 226 | 18 530 | 18 321 | 18 142 | 18 039 | 18 011 | 18 367 | 18 295 |
|               | 2013   | 2015   | 2016   | 2017   | 2018   | 2019   | 2020   | 2021   | 2022   |